# Rhexia alifanus
Rhexia alifanus är en tvåhjärtbladig växtart som beskrevs av Thomas Walter. Rhexia alifanus ingår i släktet Rhexia och familjen Melastomataceae. Inga underarter finns listade i Catalogue of Life.

## Bildgalleri

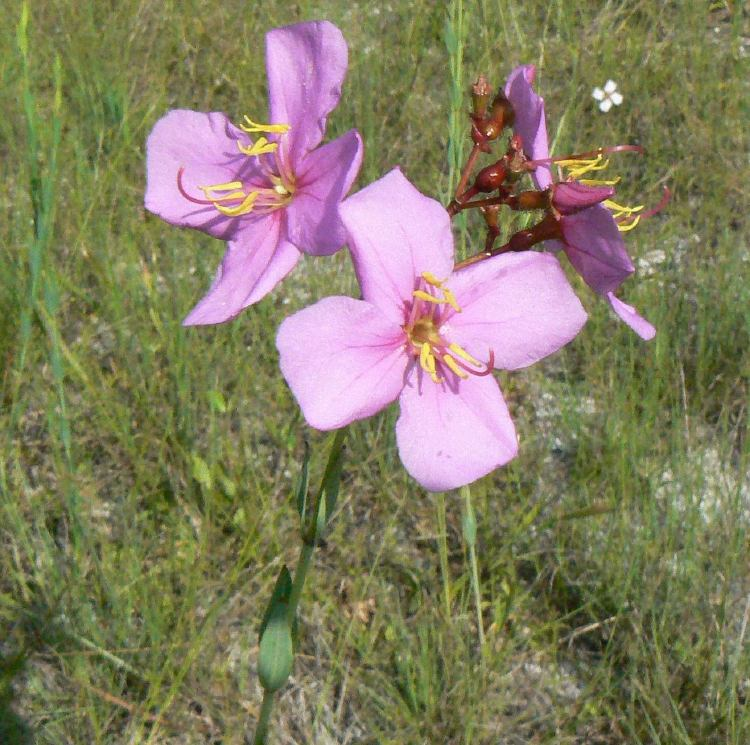